# Sadales III
Sadales III fou rei odrisi d'Astea a Tràcia, breument el 31 aC. El regne havia estat llegat a Roma el 42 aC per Sadales II i durant onze anys va ser administrat directament pels romans. El 31 aC el regne reapareix amb Sadales III però al mateix any o al següent ja governava Cotis III.